# Fernando Grande-Marlaska
Fernando Grande-Marlaska Gómez (Bilbao, 26 de julio de 1962) es un magistrado y político español, actual ministro del Interior del Gobierno de España desde 2018.

## Biografía
Nacido en Bilbao, es hijo de Ángela Marlasca Gómez y de Avelino Grande, un policía municipal, tal como el propio magistrado Fernando Grande-Marlaska ha manifestado para desmentir informaciones capciosas que señalaban a su padre como miembro de la Policía Armada.
Ingresó en la carrera judicial en 1987 y, hasta 1989, prestó servicio en el Juzgado de primera instancia de Santoña, en Cantabria, donde investigó el suicidio de Rafael Escobedo, condenado por el crimen de los marqueses de Urquijo. De allí se trasladó al juzgado de primera instancia n.º 12 de Bilbao. En 1990 pasa al Juzgado de Instrucción n.º 2 de Bilbao, en el que permanece durante nueve años. Es ascendido en ese momento a presidente de la Sección Sexta de lo Penal de la Audiencia Provincial de Vizcaya.
En 2003 se instala en Madrid, como titular del Juzgado de Instrucción n.º 36. En 2004 pasa ya a la Audiencia Nacional en calidad de magistrado sustituto del juez Baltasar Garzón en el Juzgado Central de Instrucción n.º 5, donde se dio a conocer a nivel nacional, ya siendo conocido como instructor en la ciudad de la que es natural, y de la que decidió partir a la capital presionado por las amenazas de la banda terrorista ETA.

### Magistrado de la Audiencia Nacional
Hasta el 30 de junio de 2006 ejerció en el Juzgado Central de Instrucción número 5 de la Audiencia Nacional, sustituyendo provisionalmente a su titular, el juez Baltasar Garzón. Destacó por la instrucción de causas contra la banda terrorista ETA, prohibió múltiples manifestaciones de la izquierda abertzale, ordenó la entrada en prisión de Arnaldo Otegi y la intervención policial de la organización Fórum Filatélico. Al reincorporarse Garzón a su plaza (el 1 de julio de 2006) quedó adscrito a la Sala de lo Penal de la Audiencia Nacional. Se presentó como candidato independiente al Consejo General del Poder Judicial (2006), pero no fue elegido.
En 2007 asumió la titularidad del Juzgado Central de Instrucción n.º 3 de la Audiencia Nacional, en sustitución de Teresa Palacios Criado.
En ese momento se hace cargo del caso judicial más importante de aquel momento: el accidente del Yak-42 en Turquía, que costó la vida a 62 militares el 26 de mayo de 2003 cuando regresaban de Afganistán. Sin embargo, a los cuatro meses de llegar al juzgado, el 1 de junio de 2007, archivó el caso, y atribuyó las responsabilidades a la tripulación ucraniana, eximiendo al Ministerio de Defensa del accidente por contratar un avión inseguro y de la identificación fraudulenta de los cadáveres. No obstante, el 22 de enero de 2008, la Sección Cuarta de la Sala de lo Penal revocó por unanimidad el archivo, alegando que el juez no había practicado diligencia alguna e indefensión de las víctimas. Una vez reabierto el sumario, citó como testigos a la cúpula militar del momento, y a los exministros Federico Trillo y José Bono. Finalmente el 20 de mayo de 2008, imputó por 62 homicidios por imprudencia grave, a cinco altos mandos militares, entre ellos el jefe del Estado Mayor de la Defensa, Antonio Moreno Barberá, máximo jefe de la cúpula militar en el momento del accidente.
El 30 de agosto de 2007, decretó la apertura de juicio oral por injurias a la Corona a varios artistas gráficos. En junio de 2007 decidió archivar la causa abierta contra cuatro directivos de Air Madrid por presunta estafa cometida durante la crisis que afectó a la aerolínea en diciembre de 2006 y, en septiembre de 2007, rechazó los recursos de apelación presentados por la Asociación General de Consumidores y Usuarios y la Organización de Consumidores y Usuarios (OCU) contra el archivo del auto.[cita requerida]
En 2009 instruyó el caso contra la plataforma Gazte Independentistak. 40 personas fueron detenidas y pasaron hasta 2 años en prisión preventiva acusados de actuar bajo la organización ilegalizada Segi. En 2014 todos ellos fueron absueltos en la Audiencia Nacional. La sentencia determinó que la organización no estaba vinculada a Segi, sino al desarrollo de actividades de carácter político, además cuestionó la fase de instrucción por no garantizar los derechos de los acusados.
El 23 de febrero de 2012 fue nombrado presidente de la Sala Penal de la Audiencia Nacional en sustitución de Javier Gómez Bermúdez.
El 29 de noviembre del año siguiente fue designado vocal del Consejo General del Poder Judicial, a propuesta del Partido Popular, por el Senado. En sustitución de Grande-Marlaska, se convierte en presidenta de la Sala de lo Penal de la Audiencia Nacional, el 12 de junio de 2017, Concepción Espejel Jorquera.

#### Amenazas contra su vida
El descubrimiento de un comando operativo de la banda terrorista ETA y su posterior investigación por orden del juez Baltasar Garzón hicieron saltar las alarmas en 2008 puesto que llevaba siendo vigilado varios meses y se pretendía un inminente atentado contra su vida en su residencia de vacaciones en un pueblo de La Rioja.

### Ministro del Interior

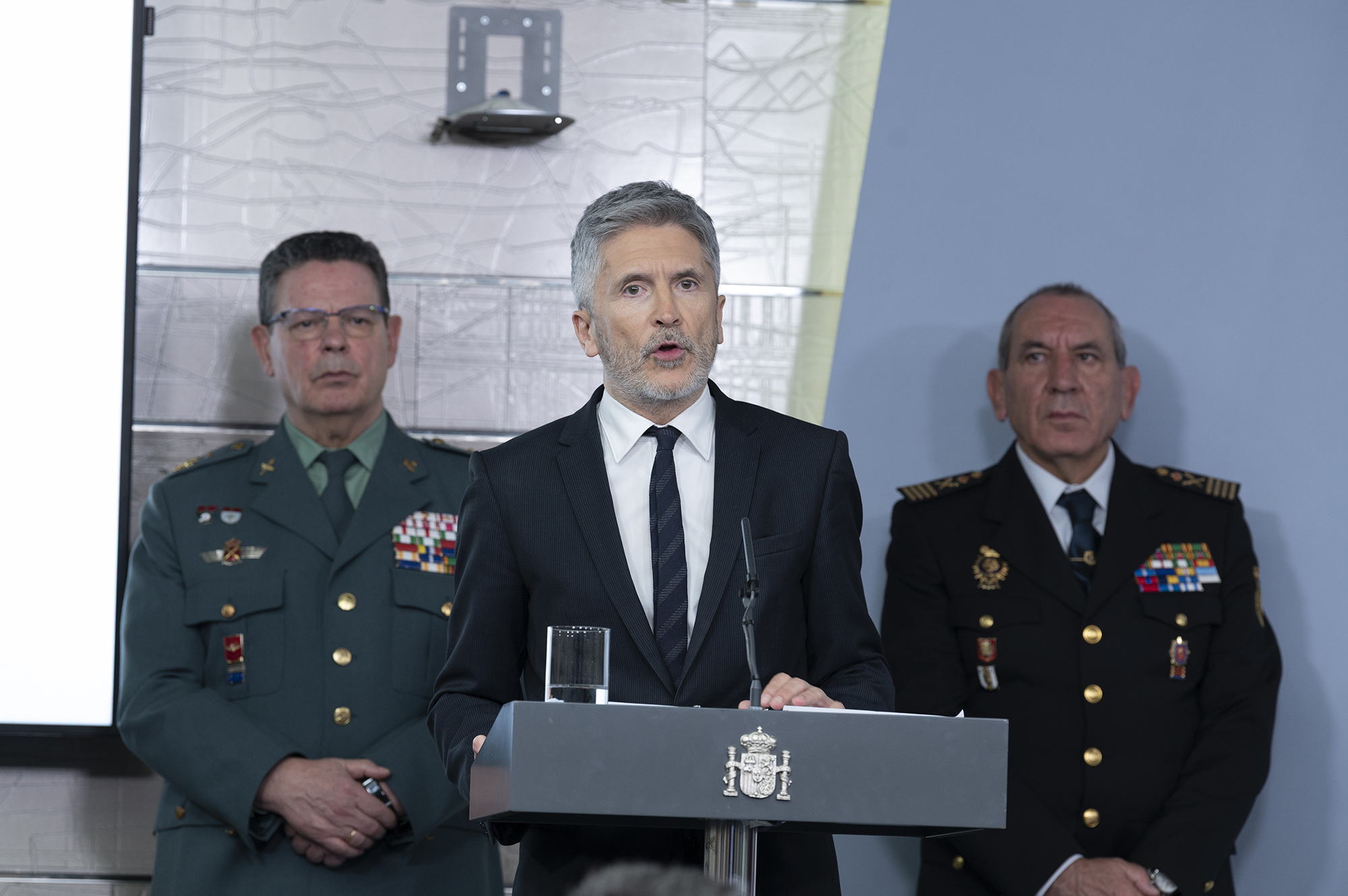
El ministro del Interior, junto con los directores adjuntos operativos del Ministerio, en una rueda de prensa sobre el Estado de Alarma de 2020

En 2018, Grande-Marlaska fue propuesto por el presidente del Gobierno, Pedro Sánchez, como ministro del Interior, prometiendo el cargo el 7 de junio de ese año ante el rey Felipe VI. El 26 de junio confirmó su equipo, en el que destacaba la diputada socialista, Ana Botella Gómez, como secretaria de Estado de Seguridad. A partir de su segundo mandato, Botella sería reemplazada por el entonces jefe del Gabinete del ministro, el magistrado Rafael Pérez Ruiz.
En su primer viaje oficial como ministro del Interior, Grande-Marlaska viajó a Rabat (Marruecos), para abordar con su homólogo, Abdelouafi Laftit, el problema migratorio y el terrorismo yihadista.
Una de las primeras intenciones del ministro, según sus declaraciones, era la retirada de las concertinas instaladas desde la década de los 2000 en las fronteras de Ceuta y Melilla con Marruecos. Finalmente, fueron retiradas entre 2019 y 2020, siendo sustituidas por cilindros rotatorios y un aumento de la altura de la valla, con el objetivo de dificultar su salto.
Otro de los hechos relevantes como ministro, bajo validación del Tribunal Supremo, fue poner fin a la política de dispersión de los presos de la banda terrorista ETA, algo que inició al poco de llegar al cargo y que se concluyó en 2023 con el traslado de los últimos presos. Grande-Marlaska defendió su decisión argumentando que ETA estaba «derrotada» y que esta política «ya no tenía sentido». Estas decisiones acarrearon críticas habituales por parte de la oposición conservadora, así como de algunas asociaciones de víctimas como la Asociación Víctimas del Terrorismo, a la par que eran avaladas por otros grupos de víctimas, el Gobierno Vasco y los partidos que entonces sostenían al Gobierno.
Durante su mandato, Grande-Marlaska fue reprobado en dos ocasiones por el Congreso de los Diputados, ambas a iniciativa del Partido Popular. La primera, el 9 de febrero de 2023, por su gestión de la tragedia de la valla de Melilla de junio del año anterior. La segunda, el 29 de febrero de 2024, por su gestión en la lucha contra el narcotráfico en el sur del país, que recientemente se había cobrado la vida de dos guardias civiles asesinados en el puerto de Barbate (Cádiz) al ser arrollados por una narcolancha.
Asimismo, en esta etapa ejerció brevemente como diputado en el Congreso de los Diputados, representando a la provincia de Cádiz. Lo hizo tras ser elegido en las elecciones de abril y noviembre de 2019, renunciando al escaño en febrero de 2020, y de nuevo tras las elecciones de julio de 2023, cesando en diciembre de ese año, en ambas ocasiones para centrarse en su tarea ministerial.

## Vida privada
Se ha declarado homosexual. En su autobiografía, Ni pena ni miedo, publicada en 2016, afirma que, tras una serie de reacciones negativas, tuvo que distanciarse de su familia durante unos años después de mencionarles su homosexualidad. Contrajo matrimonio con Gorka Arotz en octubre del año 2005 (en virtud de la entonces recién aprobada ley de matrimonio entre personas del mismo sexo), aunque llevaban conviviendo desde el año 1997.

Mi condición de vasco residente en Bilbao en los terribles días de los asesinatos de ETA y de la lucha contra el terrorismo me llevó y me lleva a rechazar rotundamente la violencia para defender causas nacionales o de índole política y a perseguir a aquellos que la ejercen. Considero los nacionalismos un concepto trasnochado en una época en la que ha de tenderse, creo yo, a suprimir fronteras antes que a crear otras nuevas. Soy ciudadano europeo y mis conciudadanos son igualmente europeos, ya se trate de escoceses, franceses, gallegos, italianos, bretones, vascos o alemanes. Mi condición de gay casado me empuja a dar la cara por ese colectivo, que sigue teniendo una vida difícil en ciertos ambientes y países; esa condición me causó serios problemas en el ámbito familiar a la hora de descubrirla.
Grande Marlaska: Ni pena ni miedo (2016)

En algún momento sus apellidos cambiaron de "Grande Marlasca" a "Grande-Marlaska". Sin embargo, por ejemplo su hermana, Ángela Grande Marlasca, sigue conservando los apellidos originales.
Solo ha concedido una entrevista íntima. Fue a Rosa Montero y se publicó en EPS El País Semanal el 11 de julio de 2006. También apareció en un programa de la televisión digital privada Movistar+, llamado DIACERO, donde junto a otros dos entrevistados relató sus vivencias desde la niñez. Ha sido cara visible de numerosos actos, uno de los más sonados el de una campaña para el uso del preservativo entre el colectivo LGBT. En la campaña también aparecían el presentador de programas de televisión Jesús Vázquez y el escritor Boris Izaguirre.

## Obras publicadas
- Ni pena ni miedo (2016) ISBN 9788434424043.[43]